# گندروی

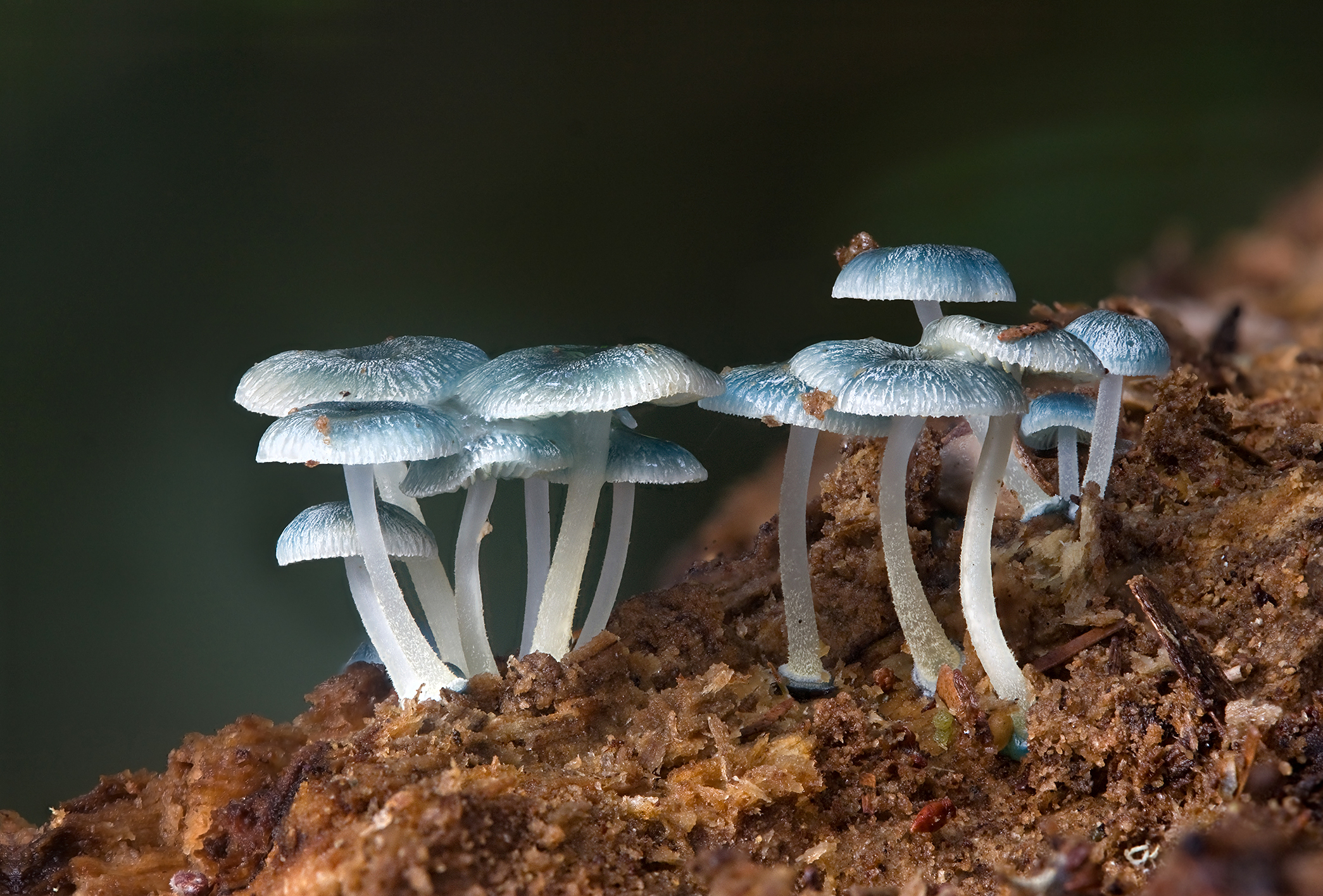

گَندروی (نام‌های دیگر: پوده‌زی، پوده‌دوست، طفیلی، ساپروفیت، ساپروتروف) به آن دسته از ریزجانداران (سازواره‌ها) گفته می‌شود که مواد غذایی خود را از مواد آلی غیرزنده ، معمولاً از گیاهان مرده یا پوسیده به‌دست می‌آورند. آن‌ها این کار را از راه جذب ترکیبات آلی حل‌شونده انجام می‌دهند و گنده‌رو خوانده می‌شوند.